# Uvariopsis
Uvariopsis Engl. – rodzaj roślin z rodziny flaszowcowatych (Annonaceae). Obejmuje 19 gatunków, przy czym 6 z nich opisano w XXI wieku, m.in. w 2022 roku gatunek U. dicaprio nazwano na cześć Leonardo DiCaprio. Uhonorowano w ten sposób aktora w podziękowaniu za jego udział w kampanii na rzecz ochrony kompleksu Ebo Forest w Kamerunie – jedynego znanego miejsca występowania tego endemitu i ważnego centrum różnorodności roślinności tropikalnej.
Zasięg rodzaju Uvariopsis obejmuje Afrykę Środkową na obszarze od Gwinei na zachodzie, po Sudan i Kenię na wschodzie i Angolę i Zambię na południu. Są to drzewa zwykle niewielkich rozmiarów wyróżniające się parzystą liczbą listków okwiatu (u innych flaszowcowatych kwiaty są trzykrotne). Większość gatunków rośnie w nizinnych lasach równikowych, tylko U. submontana i U. lovettiana występują w podgórskich lasach mglistych odpowiednio w Kamerunie i Tanzanii. Wiele gatunków ma bardzo ograniczone zasięgi lub znanych jest z pojedynczych okazów. Rodzaj najbardziej zróżnicowany jest w Kamerunie, gdzie rośnie 14 gatunków, z czego 6 jest endemitami tego kraju. Rośliny te zagrożone są w wysokim stopniu postępującym niszczeniem lasów – ich wylesianiem i zamianą na obszary górnicze lub plantacje olejowca.

## Morfologia
PokrójZimozielone drzewa i krzewy, na ogół o niewielkich rozmiarach. Pędy nagie lub owłosione, włoski zawsze pojedyncze, proste.
LiścieJak w całej rodzinie – skrętoległe, pojedyncze, krótkoogonkowe i całobrzegie.
KwiatyU większości przedstawicieli kwiaty są jednopłciowe (wyjątek wśród flaszowcowatych). Kwiaty męskie są mniejsze od żeńskich, wszystkie wyrastają na szypułkach pojedynczo lub w pęczkach. U wielu przedstawicieli rodzaju kwiaty rozwijają się wprost na starszych pędach i pniu (kaulifloria), ale też są i takie, u których wyrastają w kątach liści. Okwiat składa się z dwóch złączonych działek kielicha i czterech, rzadko trzech płatków korony wyrastających w jednym okółku. Pręciki w kwiatach męskich są bardzo liczne i składają się niemal z samych eliptyczno-jajowatych pylników – nitki, na których są osadzone, są bardzo silnie zredukowane. Owocolistki w kwiatach żeńskich są wolne, jajowate i omszone, na szczycie z siedzącym znamieniem każdy zawiera jedną komorę u podstawy.
OwoceMięsiste, niepękające, walcowate do jajowatych, zwykle ciasno upakowane i zwężone u nasady.

## Systematyka
Pozycja systematyczna
Rodzaj należy do rodziny flaszowcowatych, a w jej obrębie do podrodziny Annonoideae i plemienia Monodoreae.
Wykaz gatunków
- Uvariopsis bakeriana (Hutch. & Dalziel) Robyns & Ghesq.
- Uvariopsis bisexualis Verdc.
- Uvariopsis citrata Couvreur & Niang.
- Uvariopsis congensis Robyns & Ghesq.
- Uvariopsis congolana (De Wild.) R.E.Fr.
- Uvariopsis dicaprio Cheek & Gosline[5]
- Uvariopsis dioica (Diels) Robyns & Ghesq.
- Uvariopsis globiflora Keay
- Uvariopsis guineensis Keay
- Uvariopsis korupensis Gereau & Kenfack
- Uvariopsis letestui Pellegr.
- Uvariopsis lovettiana Couvreur & Q.Luke
- Uvariopsis noldeae Exell & Mendonça
- Uvariopsis sessiliflora (Mildbr. & Diels) Robyns & Ghesq.
- Uvariopsis solheidii (De Wild.) Robyns & Ghesq.
- Uvariopsis submontana Kenfack, Gosline & Gereau
- Uvariopsis tripetala (Baker f.) G.E.Schatz
- Uvariopsis vanderystii Robyns & Ghesq.
- Uvariopsis zenkeri Engl.